# Playchess
Playchess.com è un server di scacchi commerciale di proprietà della ChessBase. Conta oltre 260 000 utenze registrate (luglio 2011) e in media tra le 3 000 e le 30 000 presenze in linea, ed è abitualmente frequentato da giocatori ai massimi livelli internazionali.

## Funzionalità
La registrazione è gratuita, ma alcune funzionalità sono accessibili solo agli utenti che sottoscrivono un abbonamento. L'accesso al server avviene tramite un client gratuito per Windows e, dal 2013, tramite un client web. Un client Java (FritzMobile) consentiva l'accesso da telefono cellulare, successivamente sostituito da app Android e iOS.
I giocatori sono divisi in un sistema di gradi, assegnati in base ad esperienza e forza di gioco. Il server offre diverse stanze virtuali, corrispondenti a differenti servizi o tipologie di gioco (gioco classico con differenti cadenze, scacchi eterodossi, simultanea, gioco tra motori, scacchi avanzati, trasmissioni), dispone di un sistema di chat e un rating Elo. Sul server sono organizzati regolarmente tornei pubblici, e gli utenti possono organizzare tornei privati. Il server effettua controlli anti cheating, sanzionando i colpevoli.
Oltre al gioco, il server fornisce altri servizi, come la trasmissione in diretta di partite da eventi internazionali, streaming audio/video e commento delle partite. Sul server viene impiegata una moneta virtuale, chiamata ducato, del valore di 10 centesimi di euro, usata per pagare alcuni servizi o per transazioni private tra giocatori.